# Gonyostomus
Gonyostomus é um género de gastrópode pulmonado terrestre, endêmico das regiões Sul e Sudeste do Brasil e pertence à família Strophocheilidae.

Atualmente são conhecidas as seguintes espécies:
- Gonyostomus egregius (Pfeiffer, 1845)
- Gonyostomus insularis Leme, 1974 - conchaGonyostomus elinae Simone 2016 [1]

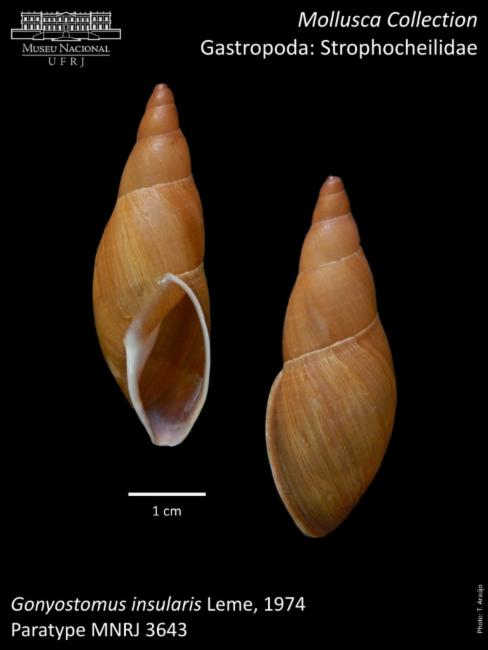
Gonyostomus insularis Leme, 1974 - concha

- Gonyostomus gonyostomus (Férussac, 1821)
- Gonyostomus insularis Leme, 1974

1. ↑  Simone, Luiz Ricardo L. (1 de setembro de 2016). «A new species of the genus gonyostomus from Brazil: (Gastropoda, Stylommatophora, Strophocheilidae)». BAVARIAN STATE COLLECTION OF ZOOLOGY. Spixiana. 39 (39): 11-13. Consultado em 21 de abril de 2023